# 尖锋之烈焰青春
《尖锋之烈焰青春》（又名:《铁血保镖》）由导演陈浩威执导，并由李佳航、宋轶、牛骏峰、赵圆瑗、万佩鑫、梁洁等演员主演。该剧于2015年12月31日在横店开机，2016年3月25日杀青。。于2016年12月2日江苏城市频道首播。

## 演員表
| 演員   | 角色                | 简介                                                         |
| 李佳航 | 顾星                | 伶牙俐齿、大智若愚、善于察言观色                             |
| 宋轶   | 唐不语              | 身手敏捷、善于伪装、鬼精灵                                   |
| 牛骏峰 | 刘兆恩              | 清秀单纯、博学多识、文武兼备                                 |
| 赵圆瑗 | 夏若宁 （铃木千夏） | 高冷女神、知性女记者、拒人于千里、若即若离                   |
| 万佩鑫 | 许孟余              | 有暴力倾向的能力者、党国才俊、冷血犀利                       |
| 梁洁   | 陈悦泽              | 强大高能、深藏不露的富家千金、魅力战神                       |
| 吴谨言 | 北霸天              | 外表傲娇女土匪、内心脆弱苦命娃、心系顾星、被收服成为一支奇兵 |
| 张静   | 美穗                | 日本军官                                                     |
| 钱志   |                     |                                                              |
| 一真   |                     |                                                              |
| 魏智   |                     |                                                              |
| 王艺禅 |                     |                                                              |
| 陈孟奇 |                     |                                                              |